# Kasteel van Condat
Het Kasteel van Condat (Frans: Château de Condat) is een kasteel in de Franse gemeente Condat-sur-Vézère.